# Prasad

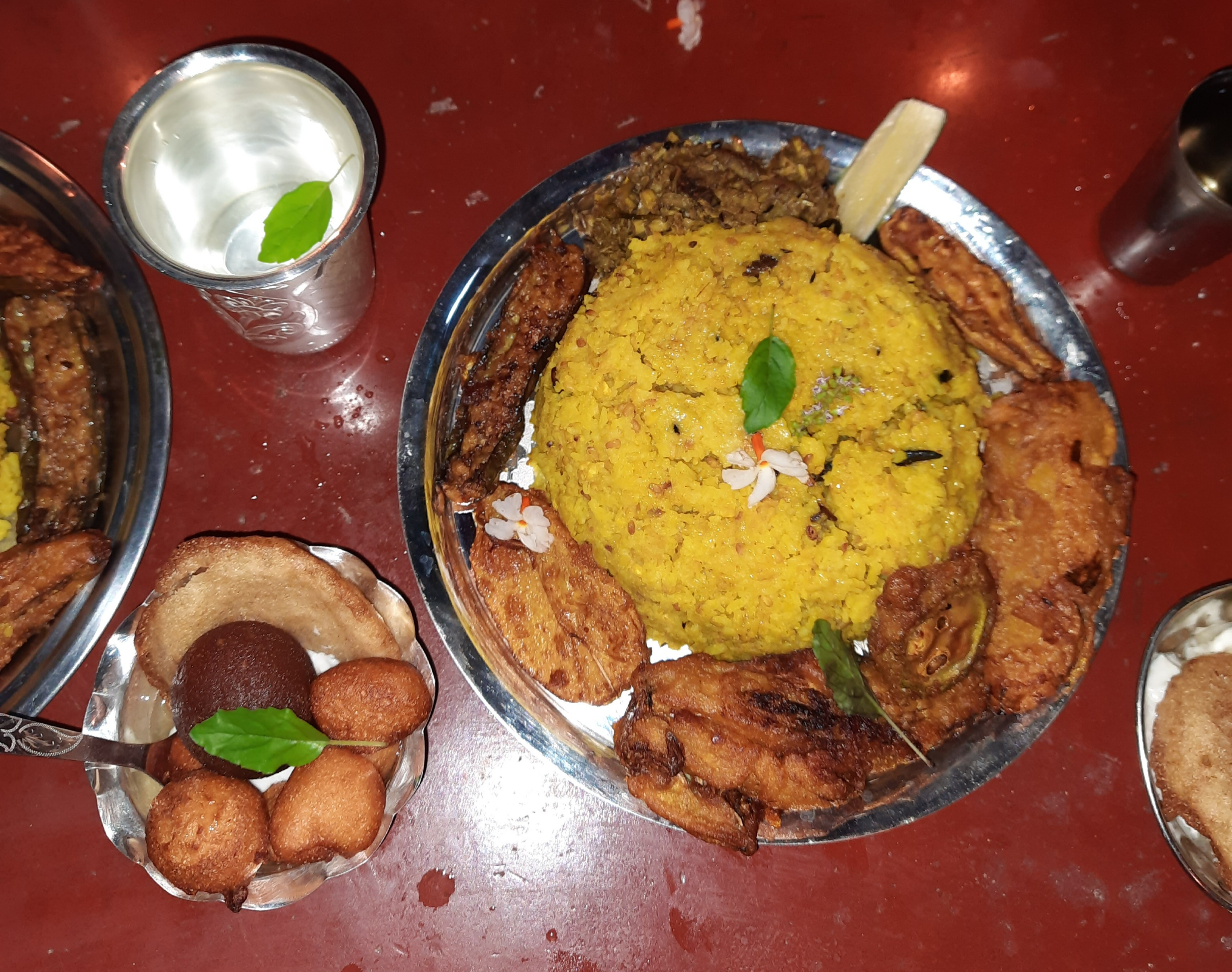
Mahaprasad of Lord Krishna and Radha Rani Sampa Rani Deb (Fandauk)

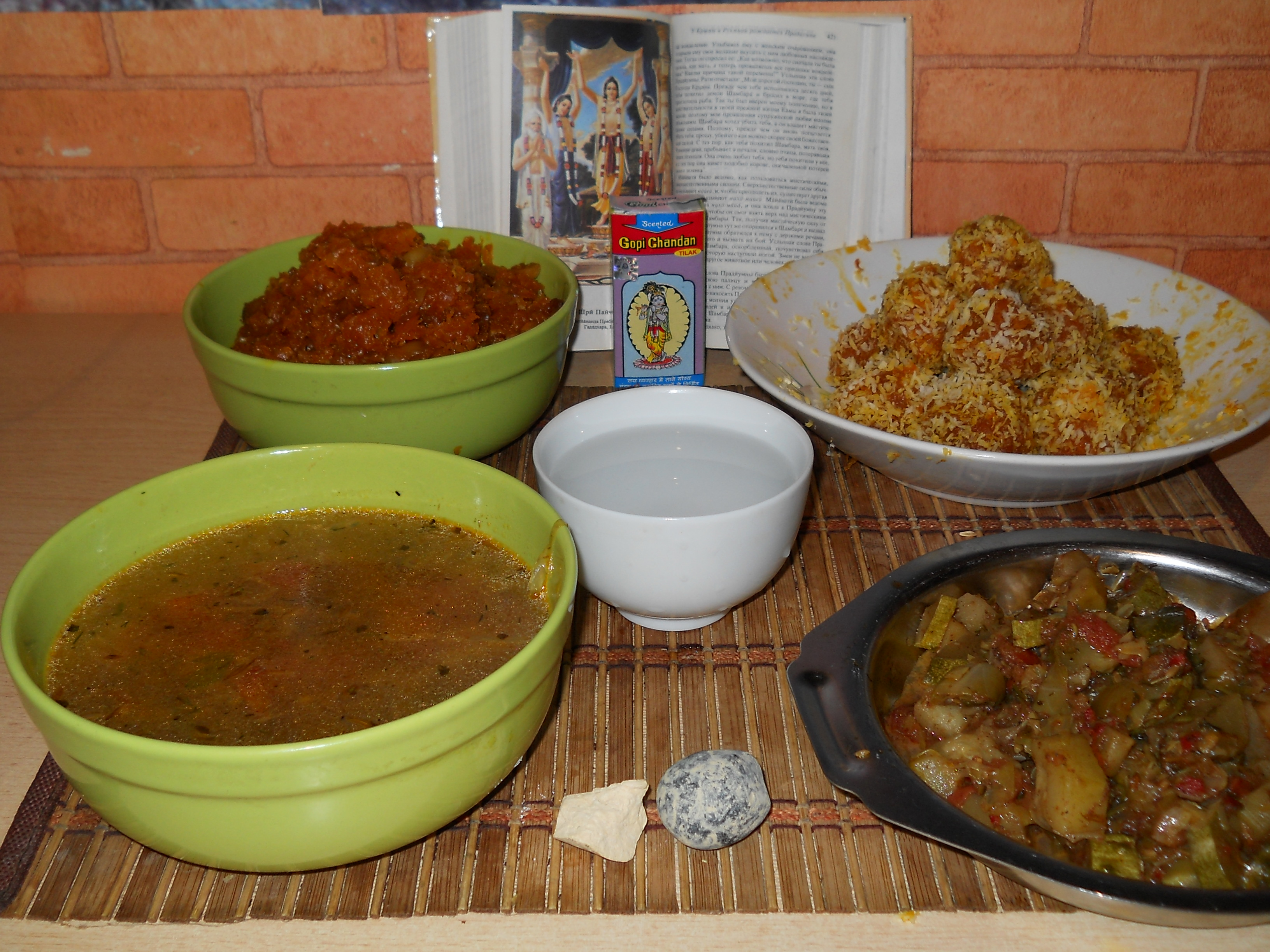
Vegetarische Suppe, sabji, Halva – Karotte – Perlen in Kokos – Chips

Prasad (Sanskrit प्रसाद Prasāda, wörtlich „Barmherzigkeit“, „Gnade“) oder (in Südindien) Prasadam nennt man im Buddhismus oder Hinduismus vor allem die Opferspeisen im Tempel oder im häuslichen Bereich. Im weiteren Sinne bezeichnet Prasad auch andere mit göttlicher Segenskraft behaftete Gegenstände.

## Beschreibung
Während der Puja, der hinduistischen rituellen Verehrung der Gottheit, oder während einer kurzen Andacht stellt der Priester oder der Gläubige Speisen als Opfergaben auf den Altar. Diese müssen bestimmte Reinheitsvorschriften erfüllen: So sind sie normalerweise strikt vegetarisch, dürfen keine Eier, weder Zwiebeln noch Knoblauch enthalten und müssen frisch unter besonders reinen Bedingungen in Bezug auf Küche, Geschirr sowie auf Koch oder Hausfrau zubereitet werden.
Tempelbesucher bringen Speisen, besonders Süßigkeiten und Früchte, die sie dem Priester zur Opferung reichen, anschließend gibt dieser das nun gesegnete Prasad zurück. In vielen Tempeln verteilt man Prasad an alle oder aber nur an Mönche oder an die Armen, je nach den jeweiligen Bräuchen. Die Gläubigen essen davon im Vertrauen auf Gottes besondere Gnade und Segen durch diese „Heilige Speise“. Wer den Tempel besucht, bringt oft den daheim gebliebenen etwas davon mit.
Auch im häuslichen Bereich ist Prasad für viele Hindus ein wichtiger Teil der religiösen Praxis: Zum täglichen Gebet stellt man Speisen auf den Altar, entweder Früchte, Süßigkeiten oder gekochte Speisen und opfert sie mit Gebet und Gesang. Jedes Familienmitglied erhält einen Teil davon. In manchen Familien ist es üblich, eine kleine Portion jeder Mahlzeit zuerst zu opfern und diese anschließend mit dem Rest zu vermischen. Auf diese Weise nimmt man jedes Essen als Prasad zu sich.
Ein besonderes Prasad ist Charanamrita, ebenso Mahasnana-jala oder Panchamrita. Der Begriff Amrita, „Nektar“, macht die Wertschätzung deutlich: Traditionell „badet“ man im Tempel die Statue des Göttlichen täglich, meist nur symbolisch mit einigen Tropfen. Dieses „Badewasser“, Mahasnana-jala, schätzt man als besonders segensreich. Dasselbe gilt für Charanamrita, das Wasser mit dem die Füße (Charan) des Göttlichen rituell gewaschen wurden. Hindus trinken davon in kleinen Mengen zur spirituellen Reinigung. In jeder Puja opfert man Panchamrita, ein Gemisch aus fünf (panch) Zutaten: Milch, Joghurt, Butter, Honig, Zucker. Auch von diesem Nektar trinken die Gläubigen einige Tropfen aus ihrer Hand.
Unter besonders religiösen Hindus, wie den Anhängern der Hare-Krishna-Bewegung, gilt es als erstrebenswert sich ausschließlich von Prasad zu ernähren. Bei der Umarmung durch Mata Amritanandamayi erhält jeder Umarmte von ihr ein Bonbon als Prasad. Ihre Anhänger verkaufen Saris, die Mata Amritanandamayi selbst getragen hat, als „Amma's Prasad“, ebenso Bettwäsche, Tulsi-Ketten und Steine.